# Облачно... 2: Месть ГМО
«Облачно… 2: Месть ГМО» (англ. Cloudy with a Chance of Meatballs 2 — «Облачно, возможны осадки в виде фрикаделек 2») — компьютерный мультфильм Коуди Кэмерона и Криса Пирна, сиквел мультфильма 2009 года «Облачно, возможны осадки в виде фрикаделек». В России премьера состоялась 24 октября 2013 года.
В российском прокате к названию фильма была добавлена фраза «Месть ГМО».

## Сюжет
После того, как Флинт Локвуд и его друзья спасли мир в первом фильме, Честер V (на самом деле, это была его голограмма), директор корпорации LIVE, прилетает на остров с целью очистить его от еды. Флинт и его друзья, а также все жители Поплавка переезжают в другой город. Тем временем машина Флинта пережила взрыв и продолжает работать.
Флинт устраивается на работу в корпорацию LIVE. Там он знакомится с Барб — ассистенткой Честера. Даже несмотря на то, что Честер не выбрал его мысленавтом, вскоре он приглашает Флинта к себе на разговор. Честер сообщает Флинту, что его машина уцелела после взрыва и производит опасные живые продукты (живодукты). Также Честер рассказывает, что на его коллег напали паукбургеры, которые учатся плавать, чтобы добраться до материков и уничтожить мир. Честер даёт Флинту флешку BS-USB и поручает ему в одиночку найти машину и уничтожить её, обещая взамен сделать его не просто обычным мысленавтом, а даже своим героем. Флинт, в свою очередь, берёт с собой на остров свою подругу Сэм, её оператора Мэнни, полицейского Эрла, обезьянку Стива и Брента. С ними вызывается отправиться Тим Локвуд, отец Флинта. Они отправляются на остров на корабле Тима.
Прибыв на остров, Тим остаётся на корабле, а команда идёт вглубь острова. Они замечают, что машина создала окружающую среду для разумной еды: сначала они находят клубнику Барри, а затем — целую экосистему живодуктов. Тим же отправляется в свой магазин и встречает разумных огурцов, с которыми впоследствии идёт на рыбалку.
Честер узнаёт, что Флинт взял с собой друзей, и отправляется на остров, чтобы разлучить их. Вскоре Флинт находит свою лабораторию. После нападения шаурмодила Сэм замечает, что тот защищал свою семью. Она говорит Флинту, что живые продукты не опасны, но тот не слушает и по-прежнему хочет произвести впечатление на своего кумира Честера. Сэм и остальные уходят от Флинта, но через несколько минут, осознав настоящую цель Честера, хотят сказать ему об этом, но попадают в руки чистонавтов.
Флинт находит свою машину. Возле неё он видит несколько дружелюбных зефирин, для которых она производит малыша. Флинт уже не знает, стоит ли ему уничтожать машину. В этот момент появляется Честер и после короткого разговора с Флинтом перепрограммирует машину с помощью флешки BS-USB. Флинт понимает, что Честер врал ему всё это время. Честер похищает машину и толкает Флинта в пропасть, а сам улетает на вертолёте. Флинта спасают зефирины.
Флинта доставляют к отцу. Вместе с Тимом и живодуктами он разрабатывает план, как попасть в здание Честера на острове. В сопровождении клубники Барри Флинт проникает в здание Честера. Барри освобождает живодуктов, а Флинт противостоит Честеру, который хочет сделать батончики из его друзей.
Честер, не желая отдавать пульт управления, создаёт многочисленные голограммы, но Флинт, используя своё изобретение "Вечеринкалятор" и при помощи обезьянки Стива, который вырвался из плена, находит настоящего Честера и отбирает у него пульт. Друзья Флинта освобождены, но вскоре они замечают, как Честер пытается сбежать, прихватив с собой машину Флинта. Вскоре прибывает армия живодуктов, возглавляемая Барри. Честера загоняют в тупик, но тут появляется Барб. Она отбирает у него машину, и Честер падает вниз, где его съедает паукбургер. Барб отдаёт Флинту машину, и тот выдёргивает из неё BS-USB, после чего та возвращается к нормальной работе.
В конце фильма Флинт с отцом и друзьями идёт на рыбалку.

## Саундтрек
Музыкальным сопровождением к русскоязычному трейлеру выбрана песня молодёжного бойз-бенда One Direction — One Way Or Another. Также в фильме звучит композиция New легендарного музыканта сэра Пола Маккартни.

## Персонажи
- Флинт Локвуд — главный персонаж фильма, юный изобретатель, изобрёл Ф. Л. Д. С. М. Д. Р. Ед. — машину, которая производит еду из воды. Наивен и немного невезуч. Однажды сказал: «И ты, Стив?» — это ссылка на фразу Цезаря «И ты, Брут?»
- Сэм Спаркс — подруга главного героя, метеоролог, носит очки. Считает Барри милым.
- Тим Локвуд — отец Флинта. У него очень густые брови, из-за этого у него редко видно глаза, любит порыбачить.
- Стив — мартышка и лучший друг Локвуда, а также его соратник и ассистент.
- Мэнни — оператор Сэм, гвитемальский доктор, лётчик и юморист (это видно из приквела). Как и у Тима, у него редко помещаются глаза в кадр, из-за кепки.
- Эрл — полицейский из Поплавка, очень сильный и нервный. Его ахиллесова пята — жёлтая лента.
- Кэл — сын Эрла, невысок, активен и любит всё крутое.
- Цыпа Брент — когда-то был эмблемой сардин, сейчас работает в магазине курятины. Носит костюм петуха, когда кукарекает, сносит яйцо, при этом сам не знает, как.
- Честер V — кумир Флинта с детства. Хитёр, харизматичен, жаден, ради славы пойдёт на всё. Хотел перепрограммировать машину Флинта на свою корпорацию. Владелец компании LIVE. Главный антагонист фильма, имеет свои голограммы. Внешностью похож на Уолтера Уайта из сериала «Во все тяжкие».
- Барб — ассистентка Честера, обезьяна, умеет говорить. Не любит, когда её называют обезьяной, она предпочитает называть себя приматом, учёная.
- Барри — клубничка с большими зелёными глазами, созданная Ф. Л. Д. С. М. Д. Р. Ед.ом. Милый, активный, добрый, застенчивый, любит, когда его понимают, единственный из живодуктов, который понимает человеческую речь и даже может её переводить на свой. Флинт считал его монстром, но когда они с Флинтом узнали друг друга, Барри спас всех живодуктов. У Барри есть также семья.
- Пикули — семейка маринованных огурцов, любят сардины. Первые живодукты, с которыми познакомился Тим. Всегда носят с собой лучок Жемчужинку.
- Бананапторы — живодукты, представляющие собой банана и страуса. Ездовое животное живых клубничек. Издают характерные для дельфина звуки.
- Фламанго — живодукты, представляющие собой манго и фламинго.
- Кревезьяны — живодукты, представляющие собой обезьяну и креветку.
- Шаурмодил — огромный живодукт, представляющий собой гибрид крокодила и шаурмы.
- Паукбургеры — живодукты, представляющие собой паука и чизбургера. Умеют стрелять паутиной из сыра.

## Роли озвучивали

### Оригинал
- Билл Хейдер — Флинт Локвуд[3]
- Анна Фэрис — Сэм Спаркс
- Нил Патрик Харрис — Стив (мартышка)
- Джеймс Каан — Тим Локвуд (отец Флинта)
- Энди Сэмберг — малыш Брэнт (цыпа Брэнт)
- Бенджамин Брэтт — Мэнни (оператор Сэм, а также гватемальский доктор, лётчик, юморист)
- Кристен Шаал — Барб
- Терри Крюс — Эрл
- Уилл Форте — Честер V